# Maoricrypta costata
Maoricrypta costata, thường được gọi là ribbed slipper shell, là một loài intertidal ốc biển cỡ trung bình, là động vật thân mềm chân bụng sống ở biển trong họ Calyptraeidae. This species occurs along bờ biển phía đông của đảo North, New Zealand.

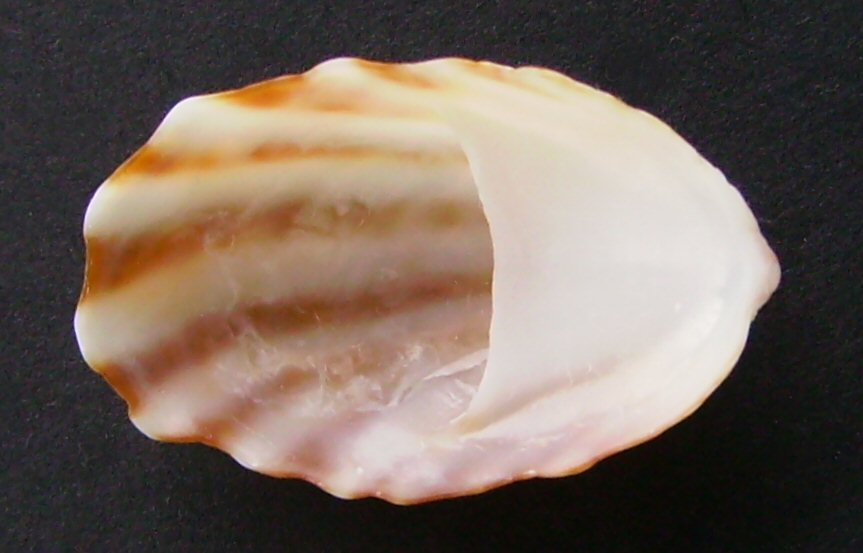
Maoricrypta costata, ventral view showing "shelf" hoặc "deck".

## Hình ảnh

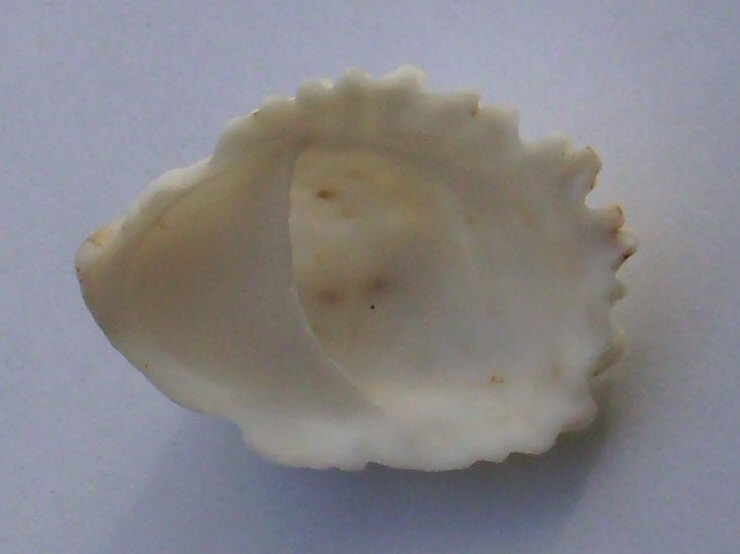
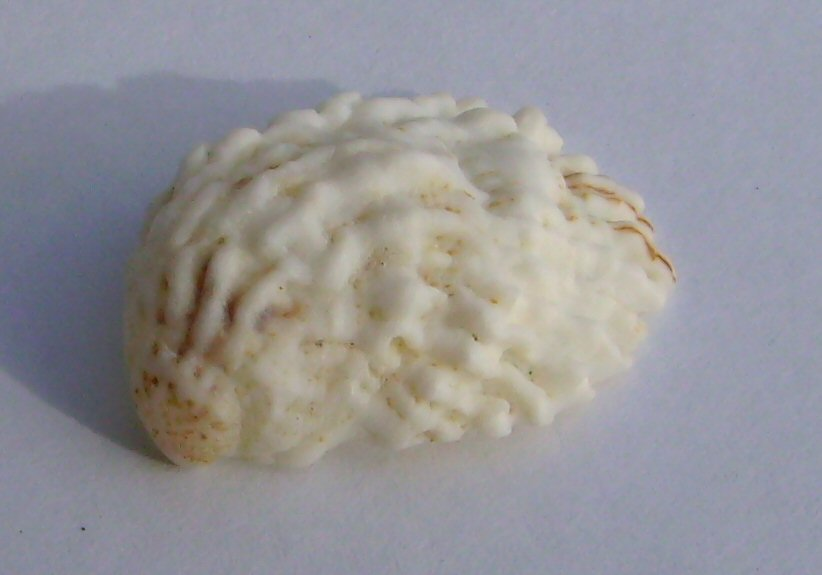